# Theodore Davie
Pour les articles homonymes, voir Davie.
Theodore Davie (22 mars 1852-7 mars 1898) est un homme politique et avocat de la Colombie-Britannique au Canada. En 1889, il entre au cabinet au poste de procureur-général sous le premier ministre John Robson. À la suite du décès de Robson, il lui succède au poste premier ministre de la Colombie-Britannique en 1892 et conserve le pouvoir jusqu'en mars 1895 .
Son frère, Alexander Edmund Batson Davie, est également premier ministre d'1887 jusqu'à son décès en fonction en 1889 et est remplacé par son prédécesseur Robson.

## Biographie

### Premières années
Né dans le quartier londonien de Brixton en Angleterre, Davie s'oriente vers une carrière dans la marine avant de rejoindre son père qui s'était installé à Victoria dans la colonie de l'Île de Vancouver cinq ans auparavant. À l'instar de son frère, A.E.B. Davie, il étudie le droit dans le cabinet de Robert Bishop. Qualifié comme solicitor en 1873, il pratique le droit dans le district de Cassiar (en) dans l'extrême nord de la province. Nommé au barreau de la Colombie-Britannique, il pratique brièvement à Nanaimo avant de s'installer durablement à Victoria. Dans la capitale, il acquiert la réputation d'être un avocat redoutable entre autres en matière de causes criminelles. En 1886, il plaide dans la procès de Robert Sproule qui est inculpé pour le meurtre d'un rival dans l'acquisition de la propriété d'un concession minière lucrative. Son éloquent et fin plaidoyer l'oppose farouchement au juge en chef Matthew Baillie Begbie (en).

### Député et procureur-général
Élu député de Victoria City lors de l'élection provinciale de 1882, il siège en appui au gouvernement de William Smithe. Son soutien se transpose au gouvernement de son frère, A.E.B. Davie, qui succède à Smithe après le décès de ce dernier en avril 1887. A.E.B. Davie décédant également en fonction, John Robson lui succède et nomme T. Davie au poste de procureur-général dans son cabinet.

### Premier ministre
À la suite du décès de Robson, Davie lui succède au poste de premier ministre. À ce rôle, il participe au remaniement de la carte électorale qui augmente la représentation des continentaux de Vancouver par rapport aux insulaires de Victoria. Il participe aussi à offrir des avantages financiers controversés aux entreprises de chemins de fer afin de stimuler la croissance économique. C'est également durant son mandat qu'il procède à la construction des édifices du parlement par l'architecte Francis Rattenbury (en). Son style était plutôt conservateur, mais la démocratie non partisane de la Colombie-Britannique consistait surtout à un rassemblement de partisans auprès d'un chef fort.

### Dernières années
Malgré sa charge de premier ministre, Davie continue de pratique le droit. Cette double vocation plombe sa santé et, en 1895, il remet sa démission et remplace Begbie au poste de juge en chef de la Cour suprême de la Colombie-Britannique et ce malgré la compétition du juge Henry Crease qui convoitait le poste,. .
Davie meurt d'un problème cardiaque à victoria en mars 1898. Il est inhumé au cimetière Ross Bay